# Loris Kubeng
Loris Kubeng (* 1992 in München) ist ein deutscher Schauspieler.

## Leben
Loris Kubeng studierte von 2012 bis 2015 an der Hochschule für Musik und Theater „Felix Mendelssohn Bartholdy“ Leipzig, nachdem er bereits vorher schon erste Bühnenerfahrungen am so genannten „Jungen Resi“, dem Jugendensemble des Münchner Residenztheaters gemacht hatte. Sein erstes Engagement erhielt Kubeng von 2014 bis 2016 am Schauspiel Leipzig, in der Spielzeit 2016/17 hatte er eine Verpflichtung am Staatsschauspiel Dresden. Seit der Saison 2017/18 ist er Mitglied im Ensemble des Maxim-Gorki-Theaters in Berlin.
Unter Regisseuren wie Enrico Lübbe, Bruno Cathomas und Nurkan Erpulat  spielte Kubeng in bekannten Stücken wie Katzelmacher von Rainer Werner Fassbinder, Emilia Galotti von Gotthold Ephraim Lessing, in Leonard Bernsteins West Side Story oder Ein Volksfeind von Henrik Ibsen.
Vor der Kamera war Kubeng bislang neben einigen prämierten Kurzfilmen gastweise in verschiedenen Krimiserien zu sehen, so in einer Polizeiruf-110-Folge und bei den SOKOs in Leipzig und Wismar.
Loris Kubeng lebt in Leipzig.

## Filmografie
- 2013: Kuntergraudunkelbunt (Kurzfilm)
- 2013: Irrdisch (Kurzfilm)
- 2014: Polizeiruf 110 – Eine mörderische Idee
- 2015: Tannbach – Schicksal eines Dorfes
- 2016: SOKO Leipzig – Not-OP
- 2016: SOKO Wismar – Der Legionär
- 2017: Elisabeth von Rochlitz (Dokumentation)
- 2017: Motten (Kurzfilm)
- 2019: SOKO München – Muki
- 2019: SOKO Köln – Unter Freunden
- 2021: Tierärztin Dr. Mertens – Große Entscheidungen
- 2023: Wer wir sind (Fernsehserie, 6 Folgen)
- 2025: Einspruch, Schatz! – Überraschungsgäste (Fernsehreihe)